# ラジオショッピング
ラジオショッピング（Radio Shopping）は、ラジオ放送を媒体として放送されるショッピング番組。通信販売の一形態。

## 概要
アメリカでは1922年にシアーズ・ローバック・アグリカルチュラル・ファウンデーション社がラジオ局WLS（ワールズ・ラージェスト・ストア）の放送を開始して同社提供の番組を流した。
日本では民放ラジオ局のワイド番組の中に挿入されるか、独立した番組として放送されるショッピング番組をいい、このようなラジオショッピングは文化放送の関連会社・文化放送開発センターが1973年（昭和48年）に開始したことが始まり。
当初は下記にも述べるラジオ局やそのグループ企業が行うラジオショッピングが一般的であったが、2006年頃以降のラジオ業界の広告収入の減少（2009年のリーマンショックや、2020年のコロナショックでその傾向が顕著）に伴い、いわゆる『スポンサー通販』が増えてきている。

## 主なラジオショッピング
ラジオショッピングはラジオ局自体、またはそのグループ企業が行うものと広告（コマーシャル）として放送枠を買って、外部の通販会社などが自社商品を販売するスポンサー通販に分かれる。
周波数無関係（中波・短波・FM全て）
- ジャパネットたかた ラジオショッピング（ジャパネットたかた）
- 快適生活 ラジオショッピング（快適生活）
- はぴねすくらぶ ラジオショッピング（はぴねすくらぶ）
- 日本直販 ラジオショッピング（ギグワークス）
- サトケンの買って!? ちょうだい!（九州朝日放送） - 一部局では『ときめきショッピング』に改題
- サッチの太鼓判! 健康ショッピング
- まいどあり〜。・Buy Now・旬! SHUN! ピックアップ・わくわくお届け便（10分版は、わくわくお届け便 Express）・good day・いいものテン（もしくはファイブ）ミニッツ!
上記タイトルとも内容は共通しており、5分・10分・15分で放送される。当初は竹内都子&ねづっちの二人がパーソナリティを務めるバージョンのみであったが、2021年10月より真木ひろか&島田秀平がパーソナリティを務めるバージョンが開始。さらに2024年7月からはベガス味岡単独パーソナリティのバージョンも開始。番組タイトルを差し替えて、様々な時間で番組を展開している。
- 得! とく! プレミアム
上記の60分拡大版。
- 今旬! いいもの百貨店・通販ラジオ生活便・イマドキショッピング・納得！ お得！ ラジオショッピング
これらの番組は竹矢宣子が出演しており、MCが竹矢1人の時があるが、2人の時もある。こちらも先述の番組と同じくタイトル差し替えがあるが放送内容は共通しており、5分・10分・15分各バージョンがある。
- ぴよぴよラジオ・Piyo Piyo Radio・ひよこで踊るラジオ（ファーマフーズ）
- 小倉・IMALUの○○玉手箱（スタイル・エッジ） - 土・日曜の週末を中心に複数のAMラジオ局・FMラジオ局で放送
- 毎日笑顔! 元気塾・毎日健康! 毎日笑顔!「健康劇場」（毎日笑顔）
医学ジャーナリストの松井宏夫の他、医師の松永博喜や田口眞寿美が出演。
- スルッと解決 相談所
2023年11月に一部ネット局で開始。医学博士の立松覚とフリーアナウンサーの佐藤由季子がパーソナリティを務める。
- お悩みカイホウショッピング（株式会社KAIHOUz 提供）
- 通販!なりゆき番組 隊長@谷隼人の風雲ラジオショッピングぅ

AM
- TBSラジオショッピング（TBSグロウディア）
- ラジオリビング（ニッポン放送プロジェクト）
フジサンケイグループが1970年代に展開した、ディノスを中核とした通販事業戦略「リビング作戦」の1つ[2]。売上高はラジオショッピング業界で首位[3]。
- STVラジオホームショップ（STV開発センター）
- CBCラジオショッピング（CBCテレビ）
- RKBラジオショッピング（RKBミューズ）
- ラジオ日本ショップ（アール・エフ・ラジオ日本）
- SBCラジオショッピング（信越放送）
- ショップチャンネルラジオショッピング（ショップチャンネル）
2024年10月からTBSラジオ『爆笑問題の日曜サンデー』内で開始。爆笑問題並びにTBSアナウンサーとショップチャンネルのキャスト（司会者）が出演する[4][5]。

FM
- FMヨコハマ ラジオショッピング（横浜エフエム放送）
通称、ラジショピ。
- NACK5ラジオショッピング（NACK5プロジェクト）
- ベイエフエム ラジオプロショッパー（トランスコスモス日本直販事業部）
- メディエイターラジオショッピング（メディエイター）

過去
- テレマート ラジオショッピング（テレマート）
かつては全国規模でラジオショッピングを放送していた。
- FM Radio Shopping（総通）
ジャパンエフエムネットワーク制作の番組で全国FM放送協議会（JFN）系列で放送していた。
- プライムショッピング（CJプライムショッピング）
- TFM RADIO SHOPPING SHOPPING TOWER（TOKYO FM） - 2008年1月を以て終了
- TOKYO PREMIERE（J-WAVE） - 2010年9月末をもって終了。
- 文化放送ラジオショッピング（文化放送開発センター） - 2020年3月31日をもって終了。
- 川上政行と葉山さつきのこんな二人でごめんなさい!（ディアウーマン） - 2023年末を以て終了
- ディアウーマン presents BUTCHと山田優子のDear キラキラ♡ラジオ（ディアウーマン）
- 南かおりのお得でイチバン!!（朝日放送ラジオ・ABCファンライフ） - 2024年3月いっぱいで終了

## 特徴
ラジオ局自身（あるいはグループ企業）が行うラジオショッピングは、商品構成にその局ならではの色が出るが、商品のラインナップは手堅いものが多い。
事例としてはパソコン・掃除機・加湿器・エアコン（標準取り付け工事を含む）・携帯ラジオなどの家電製品から、高級腕時計・宝飾品・寝具・防災用品などの雑貨、高機能下着などの衣類、ブランド牛肉・高級な魚介類・漬物などの食品、仏壇・墓石や、畳の張替え・シロアリ駆除・エアコンのクリーニング・トイレのリフォームの斡旋も取り扱われる。
完全な自社手配（あるいはグループ企業）でラジオショッピングを提供している局は、TBSラジオ・ニッポン放送・FMヨコハマ・STVラジオ・ABCラジオ・RKBラジオなど数局であり、多くはスポンサー通販が占めている。
スポンサー通販でも、ジャパネットたかたのように家電・精密専門店的傾向のある場合と、総通などのように美容用品・健康食品・生活雑貨などが主体の通販会社ならではの品揃えものがある。これらのアイテムは出稿料を賄うために高利益商品という側面を持つ。

### 利点
- 番組のアナウンサー・出演者が商品を紹介する場合は、その人の信用力を利用して商品を販売することができる。
- ラジオ局の考査を経ているため、商品の質・企業の信用力はある程度は担保はされている。
- 映像がないので、実演が難しい商品も販売をすることができる。
- リスナーも「商品を見て注文していないため、自分のイメージと異なることがありうる」と納得しており、商品が届いた時に「頼んだものと違った」というトラブルが少なく、返品も少ない。
- テレビショッピングと比べて、比較的少ない予算で始めることができる。そのため、有名企業から地方の中小企業まで、スポンサー通販に参入する企業業態は様々である。

### 欠点
- 実物を見ることができないため、販売元・商品の信用力・知名度が大きな要素となる。
- 実物が見えないこともあり、商品紹介は大げさになりがちで、その口調が嫌われることがある。
- 口頭だけの説明ではわかりづらい商品は扱われない。
- まともな商品であっても、ラジオ局の規定で取り扱いを自粛している種類の商品は販売することができない。なお考査基準はスポンサー通販よりも、ラジオ局直営の通販のほうが厳しくなっている。
- CM料金・コールセンターの経費・送料などが掛かるため、一般の店舗で販売されているものよりも割高になることが多い。

各ショップではホームページで写真つきで商品を紹介し、注文できるようになっているところが多い。また、ラジオ局のグループ企業によるものでは、並行してラジオ局のウェブサイト上でも放送された商品のページを公開したり、注文を受けることが多い。